# Michaił Wasiljew-Jużyn
Michaił Iwanowicz Wasiljew-Jużyn (ros. Михаил Иванович Васильев-Южин, ur. 10 listopada 1876 w Piatigorsku, zm. 8 listopada 1937 w Moskwie) – radziecki działacz państwowy i partyjny.

## Życiorys
W 1895 podjął studia na Wydziale Fizyczno-Matematycznym Uniwersytetu Moskiewskiego, które w 1901 ukończył, podczas studiów w 1896 został aresztowany i zwolniony, w 1898 wstąpił do SDPRR, w 1899 został ponownie aresztowany i następnie zesłany. W 1903 został nauczycielem w bakijskiej szkole realnej, później na krótko wyemigrował do Szwajcarii. Brał udział w rewolucji 1905-1907. W 1905 został skierowany przez Lenina do pancernika Potiomkin, jednak gdy przybył do Odessy, powstanie na tym pancerniku było już zdławione. 7 grudnia 1905 został aresztowany i 26 marca 1906 skazany na 3 lata zesłania na Syberię, jednak karę zamieniono mu na zesłanie za granicę, mimo to już w czerwcu 1906 wrócił do Rosji. Był członkiem Moskiewskiego Komitetu SDPRR i Prezydium Moskiewskiej Rady Delegatów Robotniczych, w której odgrywał kierowniczą rolę, a 1906-1917 prowadził pracę partyjną w Baku, Petersburgu i Saratowie, 18 kwietnia 1907 został aresztowany, ale udało mu się uciec. W 1910 eksternistycznie ukończył studia na Wydziale Prawnym Uniwersytetu Jurjewskiego, wkrótce potem został ponownie aresztowany i skazany na 3 lata zesłania do guberni astrachańskiej, w 1915 został aresztowany, po czym musiał opuścić Astrachań. Po rewolucji lutowej był zastępcą przewodniczącego Saratowskiej Rady Delegatów Robotniczych i Żołnierskich i przewodniczącym Saratowskiego Gubernialnego Komitetu SDPRR(b), a w grudniu 1917 członkiem Zgromadzenia Ustawodawczego Republiki Rosyjskiej, w styczniu 1918 został członkiem Kolegium NKWD RFSRR. Od lipca do grudnia 1918 był przewodniczącym Saratowskiego Gubernialnego Komitetu RKP(b) i jednocześnie zastępcą przewodniczącego Komitetu Wykonawczego Saratowskiej Rady Gubernialnej, od grudnia 1918 do stycznia 1921 szefem Głównego Zarządu Milicji Robotniczo-Chłopskiej NKWD ZSRR i jednocześnie w 1919 członkiem Rady Wojskowo-Rewolucyjnej 15 Armii. Od stycznia do marca 1921 był członkiem Kolegium Ludowego Komisariatu Oświaty RFSRR, od 21 marca do 30 kwietnia 1921 przewodniczącym Saratowskiej Gubernialnego Komitetu Rewolucyjnego, 1922-1923 prokuratorem Najwyższego Trybunału Rewolucyjnego RFSRR, 1923-1924 prokuratorem Sądu Najwyższego ZSRR, a 1924-1937 zastępcą przewodniczącego Sądu Najwyższego ZSRR. Według niektórych informacji w 1937 został aresztowany, skazany na śmierć i stracony.